# Joyce Kennedy
Joyce Jean Kennedy (Anguilla, 1948) is een Amerikaanse funk- en r&b-zangeres.

## Jeugd
Joyce Kennedy groeide op als jonge Afro-Amerikaanse vrouw in Mississippi en dit had weinig tot geen effect op de jonge Joyce. Dit was te danken aan het feit dat haar grootouders vrijmetselaars waren, waardoor de familie hun eigen eigendom kon bezitten, hun eigen producten kon verbouwen en weg kon blijven van de raciale spanningen van die tijd. Door haar verblijf in Mississippi kon ze genieten van het gezelschap van haar familie. In een interview door de Jungle Room herinnerde Kennedy zich hoe haar grootmoeder piano speelde en door het hele huis zong en terwijl neven en nichten hun instrumenten op het gehoor bespeelden. Muziek was een terugkerend thema in het Kennedy-huishouden.
Na de dood van haar grootvader toen ze zeven jaar was, verhuisde Kennedy met haar moeder naar Chicago, waar ze haar zangcarrière begon. In 1963 bracht Joyce haar eerste single uit. Met de hulp van Andre Williams nam ze haar eerste nummer op voor Ran-Dee Records in 1963. Het nummer Darling I Still Love You werd een lokale hit, wat haar inspireerde om haar zangcarrière voort te zetten.

### Mother's Finest
Kennedy ontmoette Glenn Murdock, voorheen van The Vondells en ze begonnen samen op te treden als duo en trouwden uiteindelijk. Murdock en Kennedy zouden vormen wat wordt beschouwd als de originele zwarte rockband: Mother's Finest. Ze rekruteerden respectievelijk Gary Moore en Jerry Seay op gitaar en bas.
Mother's Finest werd aanvankelijk gecontracteerd door RCA Records, maar belandde uiteindelijk bij Epic Records, waar hun derde, vierde en vijfde album met goud werden gecertificeerd. De singles Fire (#93, 1976) en Baby Love (#58, 1977) haalden de Billboard Hot 100. In 1978 was de band te gast bij het ARD-Rockpalast en haalde in de daaropvolgende periode een hoge bekendheidsgraad in Europa. Ze openden voor onder meer Ted Nugent, Black Sabbath, The Who, Aerosmith en AC/DC. De band zou gaan tekenen bij Atlantic Records en een pauze nemen na hun album Iron Age uit 1981, terwijl Joyce een solocarrière nastreefde.
De band herenigde zich in 1989 voor Looks Could Kill bij Capitol/EMI, waarbij Joyce en Glenn's zoon Dion de drums overnamen van het oorspronkelijke lid Barry Borden. Ze gingen door in de jaren 1990 bij verschillende labels, waarbij ze voornamelijk in Europa uitbrachten en toerden.
Hun stijl kwam tot uiting in nummers als Baby Love, waar ze putten uit zwarte gospelwortels met een koorachtig geluid en het patroon van call-response tussen Joyce en haar achtergrondzangers. Ze bevatten synthesizers om een moderner, technologischer geluid te krijgen.

### Tournees
Mother's Finest stond bekend om hun interactieve en levendige optredens en hun progressieve muziek. Dit leidde ertoe dat ze op hun eigen manier succesvol waren en over de hele wereld toerden. Mother's Finest staat ook bekend als een zeer moeilijke act om op het podium te volgen vanwege hun boeiende liveshows. Dit wordt zelfs van toepassing geacht voor zeer populaire bands zoals de bovengenoemde of Santana of Earth, Wind & Fire.
Mother's Finest toert vaker in Europa omdat het publiek meer openstaat voor bands die muzikaal en raciaal terrein breken. Concerten zoals Rockpalast in 1978 en in 2016 waren de norm voor de band. Ze hebben zo'n succes gehad bij het Europese publiek dat ze zelfs een platencontract hebben getekend met het Duitse indielabel Steamhammer.

### Solocarrière
Joyce Kennedy's mentor was Andre Williams, die bijna al haar singles produceerde voor verschillende platenmaatschappijen (Ran Dee, Fontana Records en Blues Rock Records) toen ze voor het eerst begon te zingen. Darling I Still Love You was haar eerste lokale hit die in 1963 werd uitgebracht, waarmee haar zangcarrière begon. Ze bracht haar tweede nummer Can't Take a Chance uit met Ran Dee-platen, maar het slaagde niet zoals haar eerste hit. Ze creëerde vervolgens Paddle My Own Canoe en bracht het uit bij Fontana Records. Haar tweede lokale hit was I'm a Good Girl, opnieuw met Fontana Records en Williams die haar nog steeds hielpen met schrijven en produceren. Terwijl ze door heel Chicago optrad, ontmoette ze Glenn Murdock, die haar echtgenoot werd en met haar Mother's Finest vormde.
In 1984 ging de band uit elkaar en Kennedy tekende bij A&M Records. Lookin' for Trouble was haar debuut met A&M. Samen met die single bracht ze de singles Stronger Than Before en The Last Time I Made Love uit, een duet met Jeffrey Osborne. The Last Time I Made Love was haar meest succesvolle single en bereikte nummer 2 in de r&b-hitlijsten en nummer 40 in de Billboard Hot 100. Kennedy zei dat het platenlabel probeerde haar muziek aan te spreken op een overwegend zwart publiek.

## Privéleven
Joyce Kennedy heeft een zoon, Dion, die is opgegroeid in haar rock-'n-roll-levensstijl en de huidige drummer is van Mother's Finest.

## Onderscheidingen
In 1985 werd The Last Time I Made Love genomineerd voor een Grammy Award voor de beste r&b-vertolking door een duo of zanggroep.

## Discografie (solo)
- 1984: Stronger Than Before
- 1984: The Last Time I Made Love (met Jeffrey Osborne)
- 1985: Didn't I Tell You

## Filmografie
- 2002: Klassenfest (als 'Baby Jean' Kennedy)
- 2012: Mother's Finest Live at Rockpalast, DVD (met Mother's Finest)